# Konrad Adenauer
Konrad Hermann Josef Adenauer (5 tháng 1 năm 1876 - 19 tháng 4 năm 1967) là một chính trị gia người Đức.
Dù có cuộc đời chính trị kéo dài 60 năm, bắt đầu từ năm 1906, nhưng ông được biết đến nhiều nhất với vai trò là thủ tướng đầu tiên của Tây Đức từ năm 1949–1963 và chủ tịch của Liên minh Dân chủ Cơ Đốc từ năm 1950–1966. Ông là thủ tướng già nhất từng giữ nhiệm kỳ thủ tướng của Đức, ông bắt đầu giữ chức từ năm 73 tuổi và rời cương vị năm 87 tuổi. Chỉ có Helmut Kohl từng giữ cương vị thủ tướng Cộng hoà liên bang Đức lâu hơn ông (1982-1998, 16 năm) trong khi Otto von Bismarck giữ nhiệm kỳ lâu hơn với tư cách là thủ tướng của các bang nước Đức thống nhất.

## Tiểu sử
Konrad Adenauer được sinh ra là con thứ ba trong số năm người con của Johann Konrad Adenauer (1833–1906) và vợ ông là Helene (nhũ danh Scharfenberg; 1849–1919) tại Cologne, Rhenish Prussia, vào ngày 5 tháng 1 năm 1876. Anh chị em của ông là August (1872–1952) ), Johannes (1873–1937), Lilli (1879–1950) và Elisabeth, qua đời ngay sau khi sinh c. 1880. Một trong những ảnh hưởng hình thành trong thời trẻ của Adenauer là cái gọi là Kulturkampf, cuộc đấu tranh của nhà nước Phổ với nhà thờ Công giáo, một trải nghiệm mà cha mẹ ông liên quan đến ông đã khiến ông không thích "chủ nghĩa Phổ" suốt đời, và đã khiến ông giống như nhiều người Công giáo Rhineland khác của thế kỷ 19 vô cùng phẫn nộ khi Rhineland bị sáp nhập vào Phổ.

## Sự nghiệp chính trị
Vào năm 1906, ông được bầu vào chính quyền thành phố Cologne cùng năm. Năm 1909, ông trở thành Phó Thị trưởng của Cologne, một đô thị công nghiệp với dân số 635.000 người vào năm 1914.
Trong Chiến tranh thế giới thứ nhất, ông đã hợp tác chặt chẽ với quân đội để phát huy tối đa vai trò của thành phố như một căn cứ tiếp tế và vận chuyển hậu phương cho Mặt trận phía Tây. Ông đặc biệt chú ý đến nguồn cung cấp lương thực cho dân sự, giúp người dân tránh được tình trạng thiếu hụt nghiêm trọng tồi tệ nhất đã bao trùm hầu hết các thành phố của Đức trong giai đoạn 1918–1919. Năm 1918, ông đã phát minh ra một loại xúc xích làm từ đậu nành có tên là xúc xích Cologne để giúp nuôi sống thành phố.
Adenauer kêu gọi giải thể Phổ, và Rhineland của Phổ trở thành một Vùng đất (bang) tự trị mới trong Đế chế. Adenauer tuyên bố đây là cách duy nhất để ngăn Pháp sáp nhập Rhineland. Cả chính phủ Đế chế và Phổ đều hoàn toàn phản đối kế hoạch chia cắt nước Phổ của Adenauer. Khi các điều khoản của Hiệp ước Versailles được trình bày với Đức vào tháng 6 năm 1919, Adenauer một lần nữa đề xuất với Berlin kế hoạch của ông về một quốc gia Rhineland tự trị và một lần nữa kế hoạch của ông lại bị chính phủ Reich bác bỏ.

## Thủ tướng Tây Đức

### Nhiệm kỳ thứ nhất

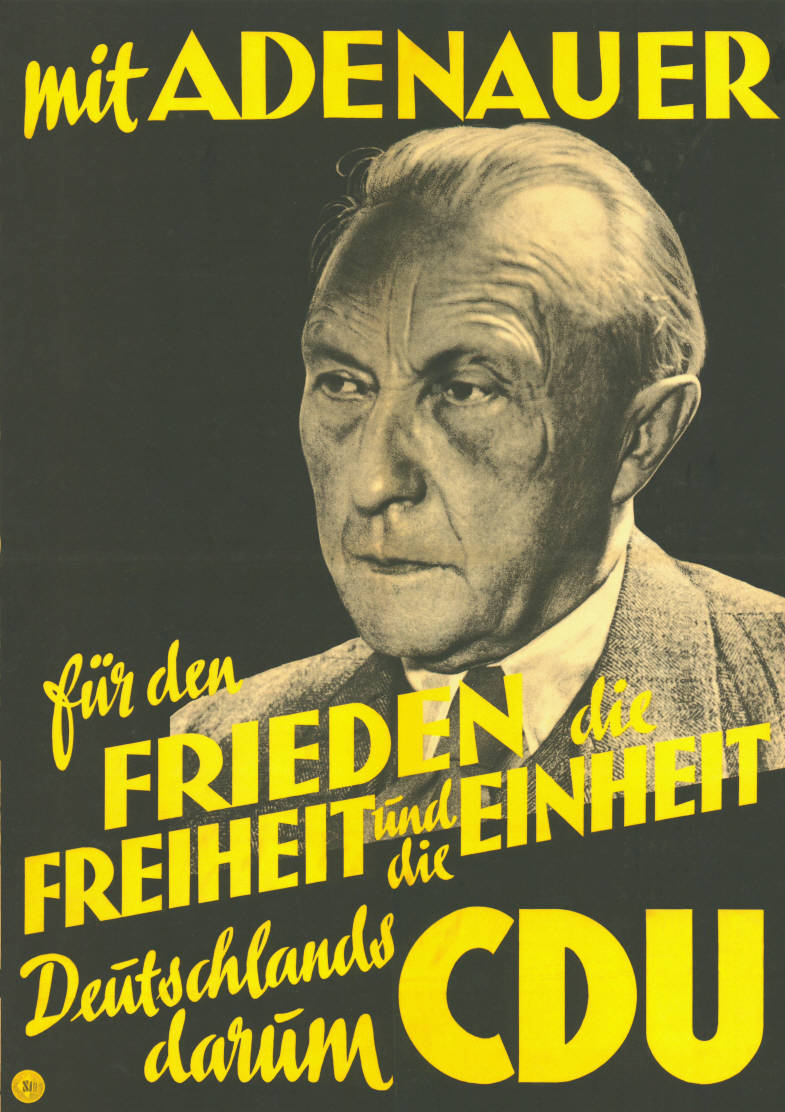
Áp phích bầu cử, 1949: "Với Adenauer vì hòa bình, tự do và thống nhất của nước Đức, do đó CDU

Cuộc bầu cử đầu tiên vào Bundestag của Tây Đức được tổ chức vào ngày 15 tháng 8 năm 1949, với Đảng Dân chủ Cơ đốc giáo nổi lên là đảng mạnh nhất. Có hai tầm nhìn trái ngược nhau về một nước Đức trong tương lai do Adenauer và đối thủ chính của ông, Đảng viên Đảng Dân chủ Xã hội Kurt Schumacher nắm giữ. Adenauer ủng hộ việc hợp nhất Cộng hòa Liên bang với các quốc gia phương Tây khác, đặc biệt là Pháp và Hoa Kỳ để chống lại Chiến tranh Lạnh. Schumacher, mặc dù là một người chống cộng, muốn thấy một nước Đức thống nhất, xã hội chủ nghĩa và trung lập.
Adenauer được bầu làm Thủ tướng (người đứng đầu chính phủ) vào ngày 15 tháng 9 năm 1949 với sự hỗ trợ của CDU của chính ông, Liên minh Xã hội Thiên chúa giáo, Đảng Dân chủ Tự do cấp tiến và Đảng Đức cánh hữu. Ở tuổi 73, người ta cho rằng Adenauer sẽ chỉ là Thủ tướng tạm quyền. Tuy nhiên, ông đã tiếp tục giữ chức vụ này trong 14 năm, khoảng thời gian kéo dài hầu hết giai đoạn sơ bộ của Chiến tranh Lạnh. Trong giai đoạn này, sự phân chia nước Đức sau chiến tranh được củng cố với việc thành lập hai nhà nước Đức riêng biệt, Cộng hòa Liên bang Đức (Tây Đức) và Cộng hòa Dân chủ Đức (Đông Đức).

### Tái vũ trang
Ngay từ đầu nhiệm kỳ Thủ tướng của mình, Adenauer đã thúc đẩy việc tái vũ trang của Đức. Thủ tướng Pháp René Pleven đã đề xuất cái gọi là kế hoạch Pleven vào tháng 10 năm 1950, theo đó Cộng hòa Liên bang sẽ có các lực lượng quân sự của mình hoạt động như một phần của cánh vũ trang của Cộng đồng Phòng thủ Châu Âu (EDC) đa quốc gia. Adenauer vô cùng không thích "kế hoạch Pleven", nhưng buộc phải ủng hộ nó khi rõ ràng rằng kế hoạch này là cách duy nhất để người Pháp đồng ý cho Đức tái vũ trang.

### Nỗ lực ám sát
Vào ngày 27 tháng 3 năm 1952, một gói hàng gửi tới Thủ tướng Adenauer đã phát nổ tại Trụ sở Cảnh sát Munich, giết chết một sĩ quan cảnh sát Bavaria, điều tra cho thấy kẻ chủ mưu đằng sau vụ ám sát là Menachem Begin, người sau này trở thành Thủ tướng Israel. Mục tiêu của ông là gây áp lực lên chính phủ Đức và ngăn cản việc ký kết Thỏa thuận bồi thường thiệt hại giữa Israel và Tây Đức, điều mà ông kịch liệt phản đối.

### Nhiệm kỳ thứ hai

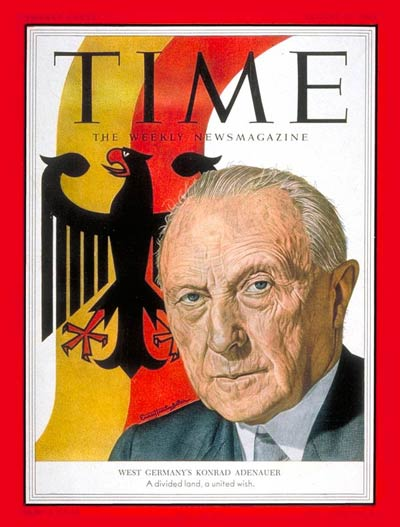
Adenauer trên bìa tạp chí time năm 1953

Để đổi lấy việc thả những tù nhân chiến tranh cuối cùng của Đức vào năm 1955, Cộng hòa Liên bang đã thiết lập quan hệ ngoại giao với Liên Xô, nhưng từ chối công nhận Đông Đức và cắt đứt quan hệ ngoại giao với các nước (ví dụ Nam Tư) đã thiết lập quan hệ với Đông Đức chế độ. Adenauer cũng sẵn sàng coi đường Oder–Neisse là biên giới của Đức để theo đuổi một chính sách linh hoạt hơn với Ba Lan nhưng ông không nhận được đủ sự ủng hộ trong nước cho việc này, và sự phản đối đường Oder–Neisse vẫn tiếp tục, gây ra sự thất vọng đáng kể cho các đồng minh phương Tây của Adenauer.
Trong Khủng hoảng Suez năm 1956, Adenauer hoàn toàn ủng hộ cuộc tấn công của Anh-Pháp-Israel vào Ai Cập, lập luận với Nội các của mình rằng Tổng thống Ai Cập Gamal Abdel Nasser là một lực lượng thân Liên Xô cần phải cắt giảm quy mô. Tuy nhiên, Mỹ cùng với Liên Xô đã đứng ra chống lại cuộc tấn công vào Ai Cập, điều này khiến Adenauer lo sợ rằng Hoa Kỳ và Liên Xô sẽ "chia cắt thế giới" mà không nghĩ đến lợi ích của châu Âu.

### Nhiệm kỳ thứ ba
Chiến dịch tái tranh cử của ông xoay quanh khẩu hiệu "Không thử nghiệm". Hưởng ứng làn sóng ủng hộ từ sự trở về của những tù binh cuối cùng từ các trại lao động của Liên Xô, cũng như một cuộc cải cách lương hưu sâu rộng, Adenauer đã dẫn dắt CDU/CSU giành đa số tuyệt đối trong một cuộc bầu cử tự do ở Đức. Năm 1957, Cộng hòa Liên bang đã ký Hiệp ước Rome và trở thành thành viên sáng lập của Cộng đồng Kinh tế Châu Âu. Vào tháng 9 năm 1958, Adenauer lần đầu tiên gặp Tổng thống Charles de Gaulle của Pháp, người sẽ trở thành bạn thân và đồng minh trong việc theo đuổi quan hệ hợp tác Pháp-Đức. Adenauer coi de Gaulle như một "tảng đá" và là nhà lãnh đạo nước ngoài duy nhất mà ông có thể hoàn toàn tin tưởng.

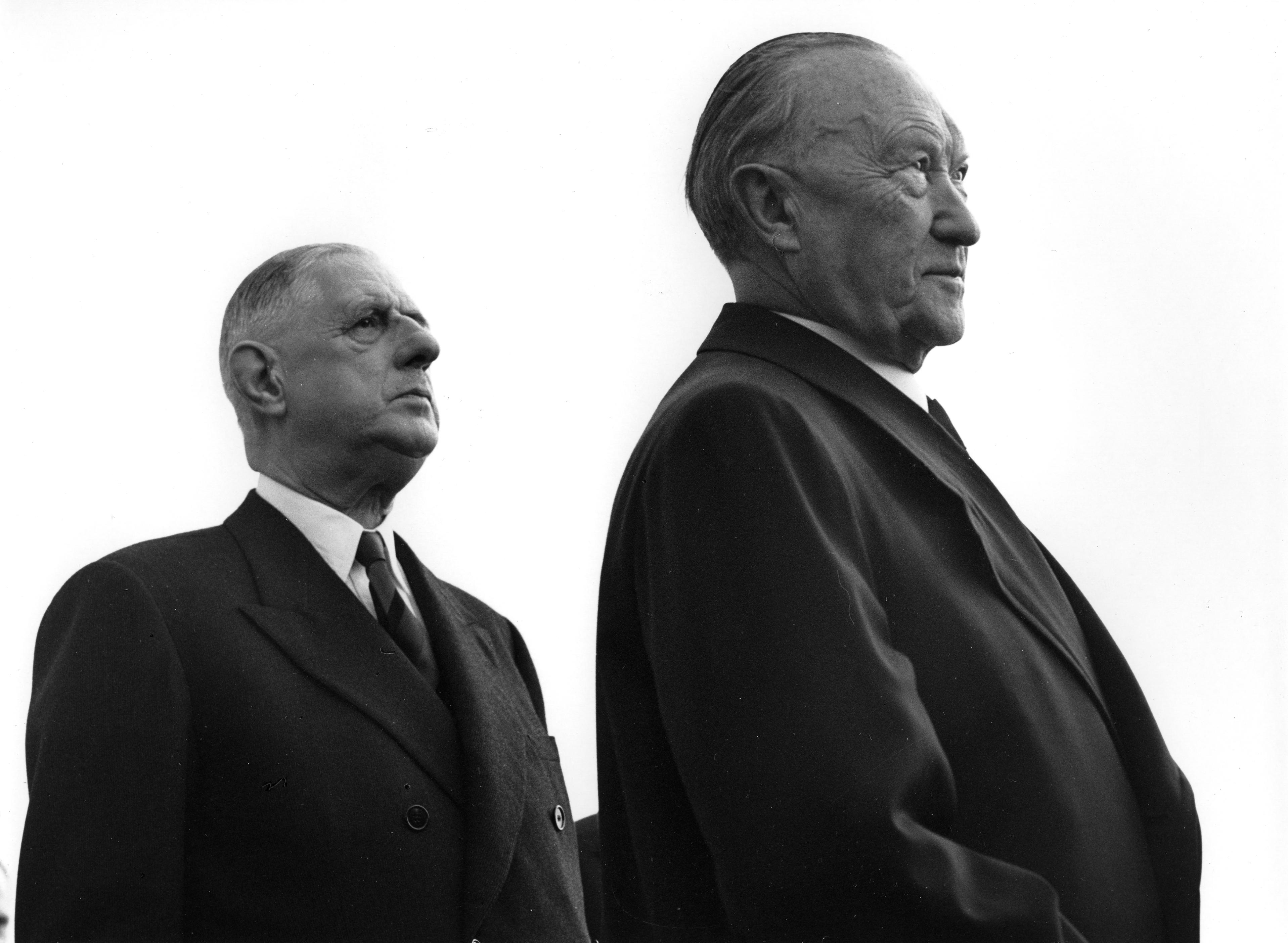
Adenauer và Charles de Gaulle vào năm 1961

Vào ngày 27 tháng 11 năm 1958, một cuộc khủng hoảng khác ở Berlin nổ ra khi Khrushchev gửi tối hậu thư có thời hạn sáu tháng tới Washington, London và Paris, nơi ông yêu cầu Đồng minh rút toàn bộ lực lượng của họ ra khỏi Tây Berlin và đồng ý rằng Tây Berlin trở thành một " thành phố tự do", nếu không ông sẽ ký một hiệp ước hòa bình riêng với Đông Đức. Adenauer phản đối bất kỳ hình thức đàm phán nào với Liên Xô, lập luận rằng nếu phương Tây chỉ cứng rắn đủ lâu, Khrushchev sẽ lùi bước. Khi thời hạn ngày 27 tháng 5 đến gần, cuộc khủng hoảng đã được xoa dịu bởi Thủ tướng Anh Harold Macmillan, người đã đến thăm Moscow để gặp Khrushchev và tìm cách kéo dài thời hạn trong khi không cam kết nhượng bộ bản thân hoặc các cường quốc phương Tây khác.

### Nhiệm kỳ thứ 4

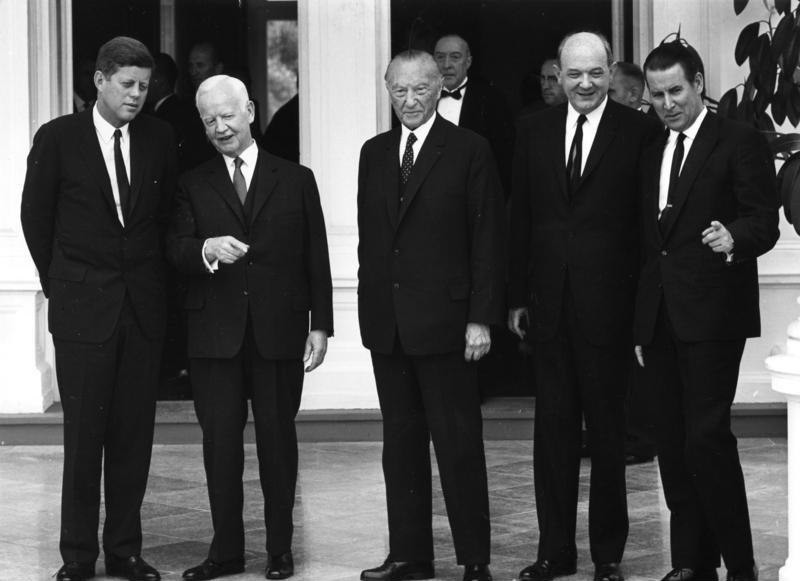
Tổng thống Hoa Kỳ John F. Kennedy với Adenauer tại dinh thự Hammerschmidt

Năm 1961, Adenauer bày tỏ lo ngại về tình trạng của Berlin và sự lãnh đạo của Hoa Kỳ đã được xác nhận, khi Liên Xô và Đông Đức xây dựng Bức tường Berlin. Adenauer đã bắt đầu nghi ngờ tổng thống mới của Hoa Kỳ, John F. Kennedy. Ông nghi ngờ cam kết của Kennedy về một Berlin tự do và một nước Đức thống nhất, đồng thời coi ông là người vô kỷ luật và ngây thơ. Về phần mình, Kennedy nghĩ rằng Adenauer chỉ là di tích của quá khứ. Mối quan hệ căng thẳng của họ đã cản trở hành động hiệu quả của phương Tây đối với Berlin trong năm 1961.
Adenauer tiếp tục chiến dịch tranh cử của mình và đưa ra một đánh giá sai lầm tai hại trong một bài phát biểu vào ngày 14 tháng 8 năm 1961 tại Regensburg với một cuộc tấn công cá nhân vào ứng cử viên dẫn đầu SPD Willy Brandt, Thị trưởng Tây Berlin, nói rằng việc Brandt sinh ngoài giá thú đã khiến ông không đủ tư cách nắm giữ bất kỳ loại nào. văn phòng. Sau khi không giữ được thế đa số trong cuộc tổng tuyển cử vào ngày 17 tháng 9, CDU/CSU một lần nữa cần đưa FDP vào một chính phủ liên minh. Adenauer buộc phải thực hiện hai nhượng bộ: từ bỏ chức vụ thủ tướng trước khi kết thúc nhiệm kỳ mới, nhiệm kỳ thứ tư của ông, và thay thế bộ trưởng ngoại giao của mình. 

### Sau khi từ chức
Adenauer, người đã từ chức Thủ tướng ở tuổi 87 và vẫn là người đứng đầu CDU điều hành cho đến khi nghỉ hưu ở tuổi 90, thường được gọi là "Der Alte" ("người cũ"). Ông cũng vẫn là Thành viên của Bundestag cho khu vực bầu cử của Bonn cho đến khi qua đời.

## Qua đời và tang lễ
Adenauer qua đời vào ngày 19 tháng 4 năm 1967 tại nhà riêng của gia đình ở Rhondorf. Theo con gái ông, những lời cuối cùng của ông là "Không có gì để khóc cả"

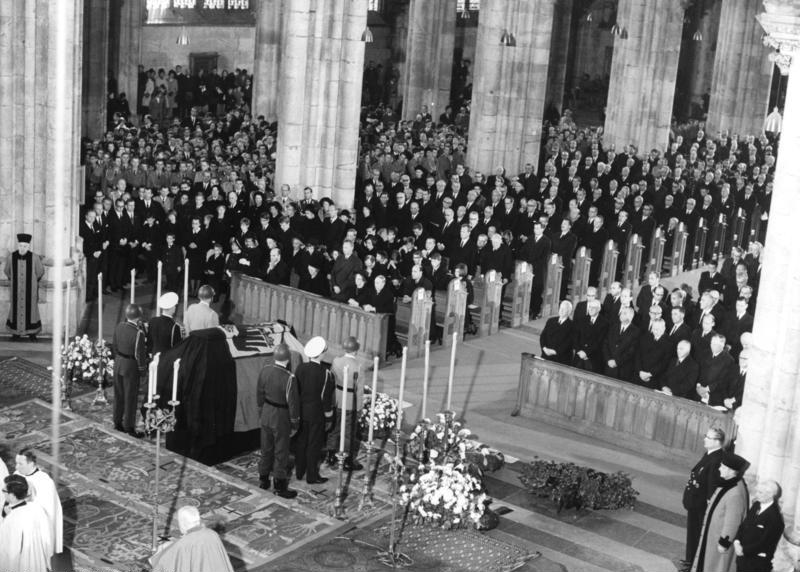
Đám tang Adenauer tại nhà thờ lớn Colagne

Lễ tang của ông được tổ chức tại nhà thờ lớn Cologne có sự tham giự của nhiều quan khách quốc tế đại diện cho hơn một trăm quốc gia và tổ chức. Ông được chôn cất tại Rohdorf